# Kleine Bachratte
Die Kleine Bachratte (Pelomys minor) ist ein Nagetier in der Unterfamilie der Altweltmäuse, das in Afrika vorkommt.

## Merkmale
Wie der Name andeutet, ist die Art mit einer Kopf-Rumpf-Länge von 101 bis 161 mm, einer Schwanzlänge von 100 bis 131 mm und mit 21 bis 27 mm langen Hinterfüßen ein kleines rattenähnliches Tier. Gewichtsangaben fehlen. Wie bei der Rillenzahn-Bachratte (Pelomys fallax) hat das Fell der Oberseite eine goldgelbe bis rotbraune Grundfarbe. Ein schmaler schwarzer Aalstrich vom Kopf bis zum Schwanzansatz ist meist gut ausgeprägt. Die Unterseite ist mit gelblichem, hellbraunem oder weißlichem Fell bedeckt. Das Gesicht ist durch rötliche Haare um die Nase, um die Augen und an den 13 bis 16 mm langen Ohren gekennzeichnet. Die Kleine Bachratte hat einen rötlichbraunen Schwanzansatz. Im übrigen Verlauf ist die Oberseite schwarz und die Unterseite grau. Die Art hat an den Vorderpfoten einen sehr kleinen fünften Finger, der einen Nagel trägt. Wie bei anderen Furchenzahn-Bachratten sind die oberen Schneidezähne gefurcht.

## Verbreitung und Lebensweise
Die Art hat zwei größere Populationen, die im Zentrum der Demokratischen Republik Kongo sowie im Norden Angolas verbreitet sind. Einzelne Funde stammen aus dem Westen Tansanias und dem Norden Sambias. Die Kleine Bachratte lebt im Flachland und in Gebirgen bis 2160 Meter Höhe. Sie hält sich in Savannen mit hohem Gras auf, die oft in der Nähe von Wasserläufen, bei bewaldeten Tälern oder neben Kulturflächen liegen. Jungtiere konnten im August registriert werden. Weitere Angaben zur Lebensweise liegen nicht vor.

## Gefährdung
Es liegen keine Bedrohungen für den Bestand vor. Obwohl die Art recht selten nachgewiesen wird, wird die Gesamtpopulation als groß eingeschätzt. Die IUCN listet die Kleine Bachratte als „nicht gefährdet“ (least concern).